# Diecezja Kalay
Diecezja Kalay – rzymskokatolicka diecezja w Mjanmie. Powstała w 2010 z terenu archidiecezji Hakha. Pierwszym ordynariuszem został biskup Felix Lian Khen Thang.